# Abagrotis nanalis
Abagrotis nanalis là một loài bướm đêm thuộc họ Noctuidae. Loài này có ở miền nam British Columbia phía đông đến tây nam Saskatchewan và miền tây North Dakota, phía nam đến miền bắc New Mexico và California.
Sải cánh dài khoảng 25 mm. Con trưởng thành bay từ tháng 8 đến tháng 9 làm một đợt ở Alberta.